# Postschutz
Der Postschutz war eine paramilitärische bewaffnete Einheit der Deutschen Reichspost, die ursprünglich zum Objektschutz von Posteinrichtungen aufgestellt wurde.

## Ursprünge des Postschutzes
Reichspostminister Paul Freiherr von Eltz-Rübenach ordnete am 7. März 1933 die Aufstellung eines bewaffneten Postschutzes an, um die Verkehrseinrichtungen der Post gegen Überfälle und kommunistische Ausschreitungen zu sichern, da weder Polizei noch Reichswehr dazu in der Lage seien. Bereits im Juni 1933 regelte eine „Neue Anweisung“ die Rahmenbedingungen. Postbedienstete, die der SA oder SS angehörten, durften zwar nicht als Hilfspolizisten eingesetzt werden, konnten aber zum Postschutz herangezogen werden. Obwohl schon im September 1933 eine unmittelbare kommunistische Gefahr ausgeschlossen wurde, blieb der Postschutz bestehen. Ende Dezember 1933 umfasste er etwa 26.000 Mann.

## Aufgaben und Ausbildung
1937 kam es zu einer Absprache zwischen Reichspost und Wehrmacht, nach der die Stärke des „Verstärkten Postschutzes“ – das heißt, der Mannschaftsbestand im Kriegsfall – für die einzelnen Wehrkreise mit 29.000 Mann festgelegt wurde, die kriegswichtige Einrichtungen der Reichspost schützen sollten. Anfang 1939 umfasste der Postschutz rund 40.000 Mann und im Februar 1939 übernahm der Postschutz auch den Postluftschutz. Jeder körperlich fähige Postbedienstete konnte freiwillig dem Postschutz beitreten, für alle neu eingestellten Postangehörigen unter 35 Jahren war es Pflicht. Der Eintritt in den Postschutz wurde als eine der Möglichkeiten gesehen, um die eigene ideologische Gesinnung mit einem Mindestaufwand an Engagement belegen zu können. In den Postschutzschulen, die den SS-Junkerschulen der Waffen-SS bzw. den SS-Führerschulen der Allgemeinen SS entsprachen, wurden jährlich 20.000 Angehörige der Reichspost geschult. An folgenden (und anderen) Orten bestanden Postschutzschulen:
- Alexisbad
- Bad Lippspringe[2]
- Besenhorst[3]
- Ebingen
- Heiligenbeil[4]
- Hirschberg
- Hofgeismar[5]
- Kelheim
- Naumburg (Saale)
- Sternberg[6]
- Templin
- Zeesen

## Der Postschutz im Rahmen der SS
Im März 1942 wurde der Postschutz organisatorisch erst einmal der Allgemeinen SS unterstellt und nun offiziell als SS-Postschutz bezeichnet.
Durch die unmittelbare Unterstellung des Postschutzes war dieser den übrigen „Kampforganisationen“ der NSDAP gleichgestellt. Faktisch galt er nun als Untergliederung der SS.
Seit dem 1. Mai 1942 war der SS-Postschutz der Waffen-SS unterstellt und Gottlob Berger militärischer Leiter des Postschutzes. Ihm oblag nun die Ausbildung und Bewaffnung der Angehörigen des Postschutzes. Dessen Offiziere und Unteroffiziere waren nun denen der Waffen-SS gleichgestellt und der Postschutz begann nun SS-ähnliche Rangabzeichen und Dienstgrade zu tragen.

### Dienstgrade des Postschutzes
- Oberführer
- Bezirksführer
- Abschnittsführer
- Abteilungshauptführer
- Abteilungsführer
- Zughauptführer
- Zugführer
- Gruppenhauptführer
- Gruppenführer
- Truppführer
- Rottenführer
- Postschutzmann

### Militärische Einsätze des SS-Postschutzes
Seit Mai 1942 wurden vom Postschutz auch sogenannte „Fernkraftpost“-Einheiten aufgestellt, die (vor allem) im Osten die Omnibusse stellten. Die „Fernkraftpost“-Einheiten hießen offiziell „Fronthilfe der Deutschen Reichspost“ und wurden später auch als „SS-Kraftfahrstaffel“ bezeichnet. Zwei Abteilungen der „Fronthilfe“ wurden 1944 unmittelbar zwei SS-Divisionen zugeordnet und unterstanden dem Kommandostab RFSS.
Im selben Jahr wurden aus dem Personal der „Fronthilfe“ diverse „SS-Sicherungs-Bataillone der Deutschen Reichspost“ gebildet, die im sogenannten „Bandeneinsatz“ in der „Oberkrain“, der „Südsteiermark“ (beides ehemaliges Jugoslawien) und in „Weißruthenien“ (Weißrussland) eingesetzt wurden. Das heißt, dass auch Mitglieder des Postschutzes an der Unterdrückungs- und Ausrottungspolitik der Nationalsozialisten unmittelbar beteiligt waren.
In den letzten Kriegstagen (12. April 1945) sprengten Mitglieder eines im Rheinland ansässigen SS-Sicherungs-Bataillons zahlreiche Anlagen und die Richtantenne des Rundfunksenders Langenberg. Damit wurde der gesamte Sendebetrieb in der Region stillgelegt.
Ehemalige Angehörige sagten nach Kriegsende bei den Prozessen in Nürnberg aus, dass der Postschutz nur intern im Reich eingesetzt worden und nur bedingt im Fronteinsatz gewesen sei. Dem widerspricht aber die Unterstellung des Postschutzes sowohl dem SS-Führungshauptamt als auch dem SS-Hauptamt und die Beteiligung der SS-Sicherungs-Bataillone an Kriegsverbrechen der Waffen-SS. Bei den Nürnberger Prozessen wurde der Postschutz als Teil der SS als verbrecherische Organisation eingestuft.
Nachfolgeorganisation des Postschutzes wurde nach 1949 der Betriebssicherungsdienst der Deutschen Bundespost.

### Uniformierung
Der Postschutz wurde 1933 mit einer feldgrauen Uniform ausgestattet. Er erhielt eigene Dienstgradabzeichen, die sich an denen der SA und SS orientierten. Am linken Ärmel wurde das Hoheitszeichen der Deutschen Reichspost getragen, das um die Symbole des Telegrafie- und Rundfunkwesens (ein Bündel von Blitzen, die unter den Schwingen des Adlers lagen) ergänzt wurde und das nun in einem orangefarbenen Oval lag.
Die Dienstuniform des Postdienstes in den ab 1939 besetzten Gebieten wich farblich erheblich von der reichsamtlichen Vorgabe ab und deren Dienstgradabzeichen sollten sich nun an denen vom „Stab Rosenberg“ entwickelten Dienstgradspiegeln orientieren. So wurden im Osten braun eingefärbte Uniformen der deutschen Reichspost und ein SS-ähnlicher schwarzer Ärmelstreifen mit orangefarbenen Inschrift „Postschutz“ verwendet.